# God Will Forgive
God Will Forgive (ukrainska: Бог простить) är en ukrainsk kort dramafilm i regi av Hovhannes Khachatryan.

## Om filmen

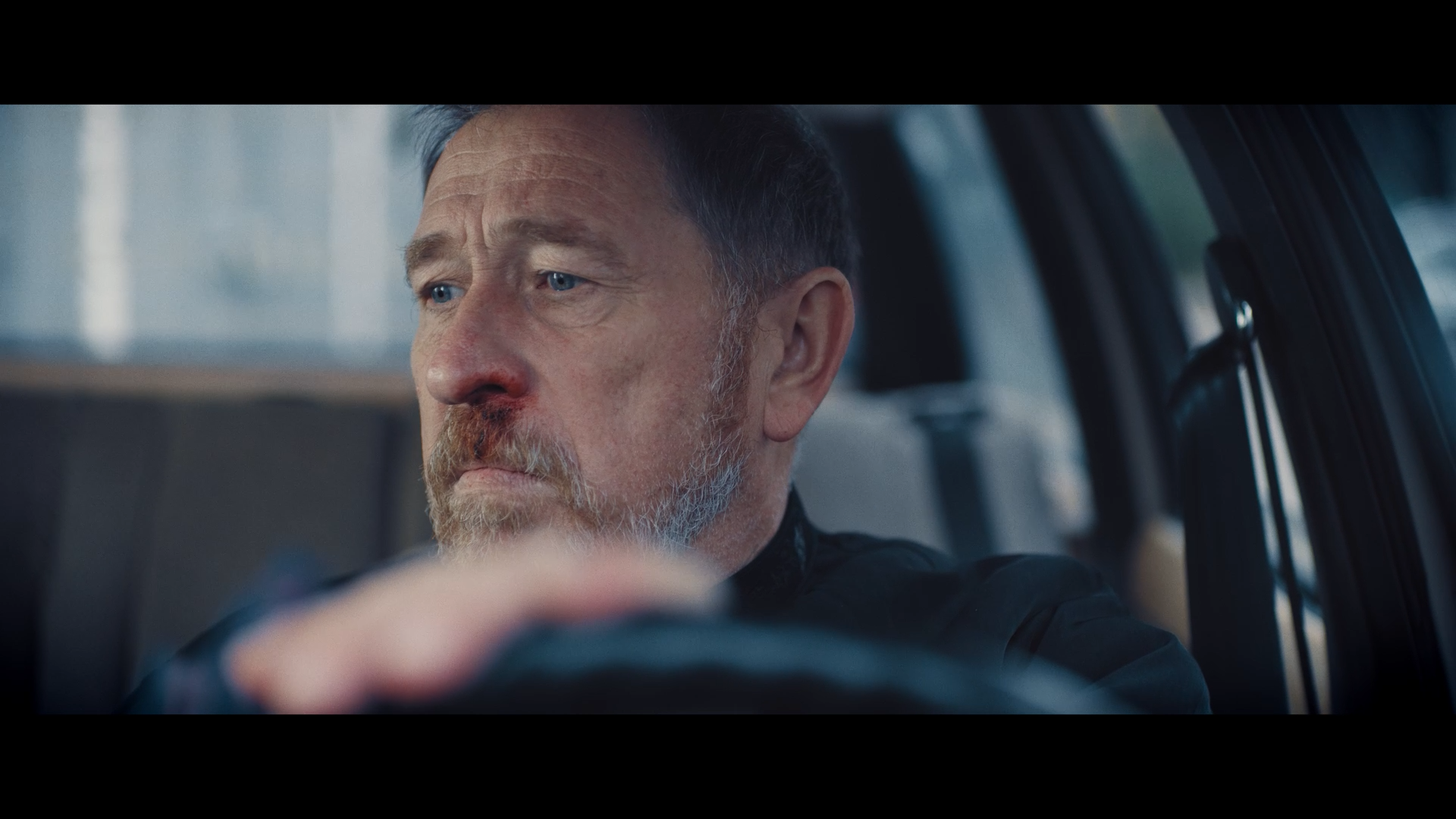
Viktor Zjdanov — Kaplan En stillbild från filmen.

Den ukrainska statliga filmbyrån ger följande beskrivning av filmen: "En ukrainsk präst, en kaplan, försöker ta sig ur gråzonen och stöter på en separatistkonvoj som har blivit beskjuten, där han möter en dödligt skadad legosoldat och ställs inför ett val - att hjälpa eller att fortsätta fly, men plötsligt trampar han av misstag på en antipersonell mina."
Den 9 juli 2020 var kortfilmen God Will Forgive en av vinnarna i den 13:e pitchingen av Ukrainian State Film Council och fick finansiering efter en omröstning av State Council for the Support of Cinematography, och ingick också i urvalet av de 6 mest intressanta debutprojekten för kortfilm i den 13:e pitchingen av Ukrainian State Film Council.
Den 8 november 2020 anordnade Art Centre of Odesa Film Studio en prisceremoni för deltagarna i kortfilmsprojektet Kira Muratova Short Encounters, där manuset till God Will Forgive kom på andra plats och fick finansiering för filmprojektet.
I filmen medverkar Viktor Zhdanov, som också har medverkat i filmerna Cyborgs, Ex, Volcano, Zachar Berkut och andra ukrainska filmer och TV-serier.
Filmen spelades in av Mila Andriiash med hjälp av Ukrainas nationalgarde, som tillhandahöll utrustning och personal. Distribution och marknadsföring av filmen från 2023 sköttes av Tuarons bolag. Filmen producerades av Mila Andriiash, Olga Klimenko och den svenske filmproducenten Anton Sova.
Filmen avslöjar det akuta problemet med minerade områden och visades på internationella filmfestivaler i Spanien, Ukraina, Tyskland, USA och Sverige.

## Rollista
- Viktor Zjdanov som Kaplan
- Sergei Shadrin (1980-2021)[18] som Separ
- Tamara Morozova som Moder
- Danylo Braga som Son

## Produktion
- Hur lång tid tog det att hitta finansiering — 1 år[4]

- Hur lång tid tog förberedelserna — 1,5 månader

- Hur många dagar tog det att spela in filmen — 4 dagar

- Hur lång tid tog redigeringen — 1 månad

## Utmärkelser
- 2021 18th Kyiv International Film Festival — Bästa foto i en kortfilm. Fotografisk regissör Artem Kozyrev[9][19].

- 2023 26th Golden Chicken International Film, Television and Radio Festival for Children and Youth — Bästa långfilm/kortfilm[13][7][20].

- 2023 Ukrainian Dream Film Festival — Bästa kortfilm[10].

- 2023 Direct Monthly Online Film Festival (DMOFF) — Bästa ukrainska regissör. Regissör: Hovhannes Khachatryan[15][14][21].
- 2023 Ukrainian Dream Film Festival — Bästa kortfilm[10].

- 2023 Dresden Cinema Awards — Bästa producent: Mila Andriiash, Olga Klimenko och Anton Sova[22].
- 2023 Navy International Film Festival — Bästa producent: Mila Andriiash, Olga Klimenko och Anton Sova[23].

- 2023 Stockholm City Film Festival — Bästa kortfilm[24][25].